# Quelques dollars pour Django
Pour plus de détails, voir Fiche technique et Distribution.
Quelques dollars pour Django (Pochi dollari per Django) est un western spaghetti italo-hispanique réalisé par León Klimovsky et Enzo G. Castellari en 1966.

## Synopsis
Django Reagan est censé retrouver le coupable d'un vol, après avoir réussi à remettre la main sur l'argent volé. Il part à sa recherche dans le Montana, où la guerre fait rage entre éleveurs et colons.

## Commentaire
- Le titre fait penser que le western fait partie de la série dans laquelle se trouve le fameux Django, mais c'est un malentendu.
- La traduction française du titre italien ne rend pas l'idée qu'il y aura peu de dollars pour Django à la fin.

## Fiche technique
- Titre français : Quelques dollars pour Django
- Titre espagnol : Alambradas de violencia
- Titre original italien : Pochi dollari per Django
- Réalisation : León Klimovsky, Enzo G. Castellari
- Scénario : Manuel Sebares & Tito Carpi
- Production : Marino Girolami & Rafael Marina pour Marco Film, R.C. Pictures et R.M. Films
- Musique : Carlo Savina
- Photographie : Aldo Pinelli
- Durée : 85 min
- Pays :  Italie /  Espagne
- Langue : espagnol
- Couleur : Color (Technicolor)

## Distribution
- Anthony Steffen (VF : Jacques Deschamps) : Django / Regan
- Gloria Osuña (VF : Michèle Bardollet) : Sally Norton
- Frank Wolff (VF : René Arrieu) : Jim / Trevor Norton
- Joe Kamel (VF : Jean-Pierre Duclos) : Graham
- José Luis Lluch (VF : Henry Djanik) : Buck Dago
- Alfonso de la Vega (VF : Claude Joseph) : Buckely
- Alfonso Rojas (VF : Jacques Beauchey) : Amos Brownsberg
- Ángel Ter (VF : Alfred Pasquali) : Smitty
- José Luis Zalde (VF : André Valmy) : assistant du juge
- Sandalio Hernández (VF : Jean Amadou) : Judge
- Thomas Moore (VF : Serge Sauvion) : Sam Lister